# Pinacopteryx eriphia
Pinacopteryx eriphia är en fjärilsart som först beskrevs av Jean Baptiste Godart 1819.  Pinacopteryx eriphia ingår i släktet Pinacopteryx och familjen vitfjärilar. Inga underarter finns listade i Catalogue of Life.